# Непокірна
«Непокірна» — радянський художній фільм 1981 року знятий на кіностудії «Узбекфільм» режисером Анатолієм Кабуловим. За романом «Дочка Каракалпакії» каракалпацького письменника Тулепбергена Каїпбергенова.

## Сюжет
1925 рік. У глухому аулі Каракалпакії живе красуня Джумагуль — юна дівчина, дочка прислуги місцевого бая. Її чекає звичайна доля наложниці, а потім безпросвітна нужда. Але час розпорядився інакше — Радянська влада приходить і сюди, тепер Джумагуль, сама може вибирати собі долю. Не відразу жителі аулу відмовляться від сліпої віри, підпорядкування хитрому баю і здавалося б всесильним у цих краях басмачам.

## У ролях
- Тамара Шакірова — Джумагуль
- Набі Рахімов — Дусенбай
- Карім Мірхадієв — Турумбет
- Салоопа Алламуратова — Гульбіке
- Азат Шаріпов — Ємбергенов
- Шамурат Утемуратов — Ходжаніяз
- Куатбай Абдреїмов — Заріпбай
- Бахтіяр Касимов — Таджим
- Реїмбай Сеїтов — Кутимбай
- Уміда Калімбетова — Бібігуль
- Ширін Азізова — Санем, мати Джумагуль
- Досберген Ранов — Баймуратов
- Джавлон Хамраєв — Айтбай
- Марат Рахматов — Іскандер, вчитель
- Уктам Лукманова — Марфа Ханум
- Фатіма Реджаметова — епізод
- Таміла Ахмедова — епізод
- Аймхан Шамуратова — епізод
- Джамал Хашимов — епізод
- Рустам Тураєв — епізод

Ролі озвучили:
- Наталія Ричагова — Джумагуль, роль Тамари Шакірової
- Сергій Шакуров — Таджим, роль Бахтіяра Касимова
- В'ячеслав Шалевич — Ємбергенов, роль Азата Шаріпова

## Знімальна група
- Режисер — Анатолій Кабулов
- Сценаристи — Григорій Мар'яновський, Тулепберген Каїпбергенов
- Оператор — Даврон Абдуллаєв
- Композитор — Руміль Вільданов
- Художник — Євген Пушин